# راسنیتسا
راسنیتسا (به صربی: Rasnica) یک منطقهٔ مسکونی در صربستان است که در پیروت واقع شده‌است. راسنیتسا ۳۹۱ نفر جمعیت دارد.